# Casa de Hugo Black
La Casa de Hugo Black fue una casa histórica ubicada en Ashland, Alabama, Estados Unidos.

## Historia
William LaFayette y Martha Black compraron la residencia de un piso y medio con estructura de madera en 1893. Eran los padres del político y jurista de la Corte Suprema de Estados Unidos Hugo Black, quien creció en la casa. La casa fue agregada al Registro Nacional de Lugares Históricos el 9 de octubre de 1973.
La casa fue demolida.